# Итамарака (микрорегион)
Итамарака (порт. Microrregião do Itamaracá) — микрорегион в Бразилии, входит в штат Пернамбуку. Составная часть мезорегиона Агломерация Ресифи.
Население составляет 	165 830	 человек (на 2010 год). Площадь — 	542,860	 км². Плотность населения — 	305,47	 чел./км².

## Демография
Согласно сведениям, собранным в ходе переписи 2010 г. Национальным институтом географии и статистики (IBGE), население микрорегиона составляет:						
| Полное население                             | Полное население                             | Полное население                             | Полное население                             | 165 830 |
| -------------------------------------------- | -------------------------------------------- | -------------------------------------------- | -------------------------------------------- | ------- |
| в том числе:                                 | Городское население                          | 144 512                                      | Процент городского населения, %              | 87,14   |
|                                              | Сельское население                           | 21 318                                       | Процент сельского населения, %               | 12,86   |
|                                              | Мужское население                            | 82 914                                       | Процент мужского населения, %                | 50,00   |
|                                              | Женское население                            | 82 916                                       | Процент женского населения, %                | 50,00   |
| Плотность населения, чел/км²                 | Плотность населения, чел/км²                 | Плотность населения, чел/км²                 | Плотность населения, чел/км²                 | 305,47  |
| Население микрорегиона в % к населению штата | Население микрорегиона в % к населению штата | Население микрорегиона в % к населению штата | Население микрорегиона в % к населению штата | 1,89    |

## Состав микрорегиона
В составе микрорегиона  включены следующие муниципалитеты:
1. Игарасу
2. Илья-ди-Итамарака
3. Итаписума